# 河北新報

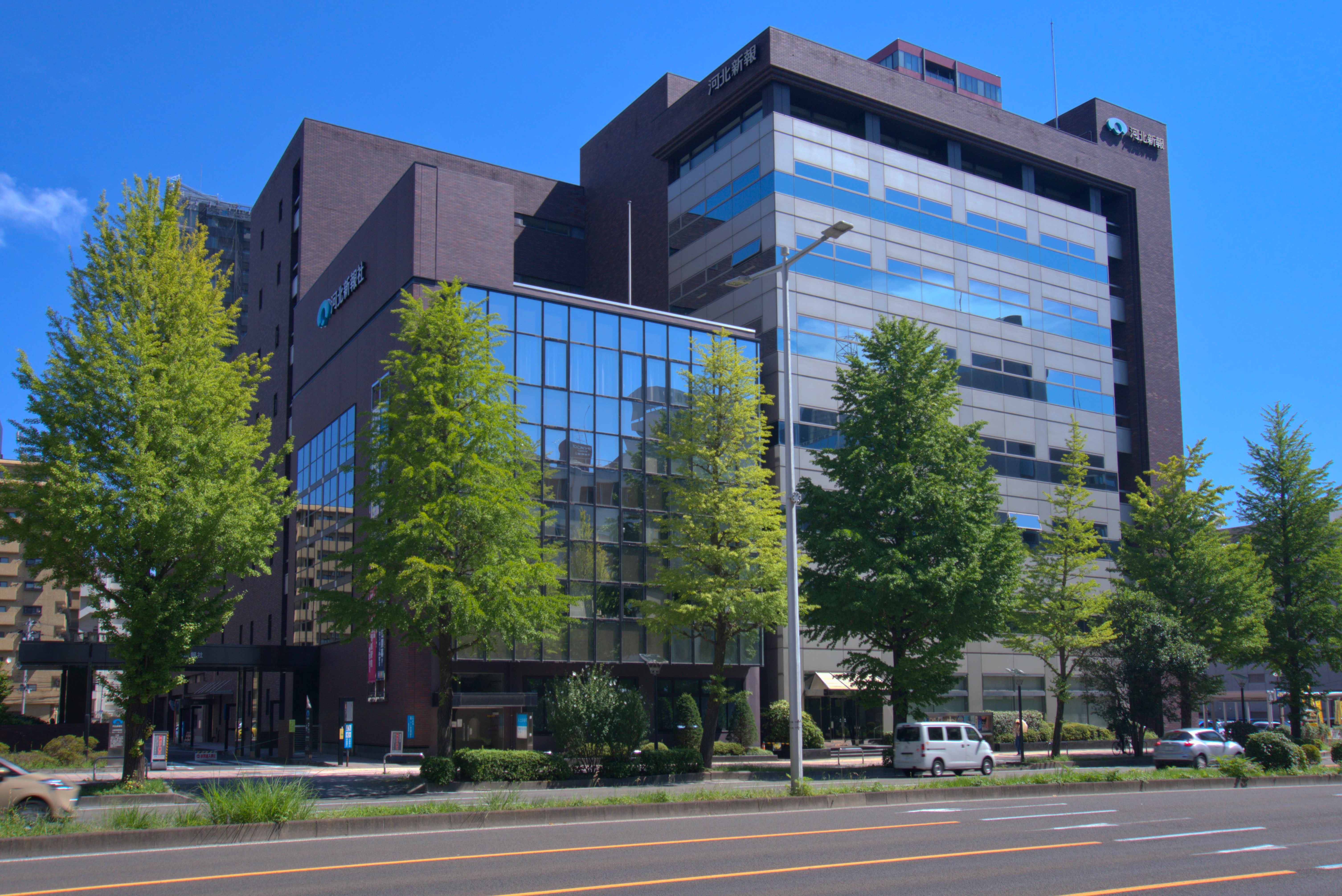
河北新報總部

河北新報是由河北新報社（位于仙台）發行的日報。日發行量約50萬5千份（早報、2005年）。創刊于1897年（明治30年）1月17日。除了宮城縣，該報還在山形縣、福島縣、岩手縣等東北地方各縣販售。

## 外部連結
- 河北新報 （页面存档备份，存于）